# Allactaga firouzi
Allactaga firouzi је врста глодара из породице скочимиш (Dipodidae).

## Распрострањење
Ареал врсте је ограничен на једну државу. Иран је једино познато природно станиште врсте.

## Станиште
Станиште врсте су шљунчане равнице са планинском степском вегетацијом.

## Угроженост
Подаци о распрострањености ове врсте су недовољни.